# Решель (гміна)
Гмі́на Ре́шель (пол. Gmina Reszel) — місько-сільська гміна у північній Польщі. Належить до Кентшинського повіту Вармінсько-Мазурського воєводства.
Станом на 31 грудня 2011 у гміні проживало 8155 осіб.

## Територія
Згідно з даними за 2007 рік площа гміни становила 178.71 км², у тому числі:
- орні землі: 71.00%
- ліси: 14.00%

Таким чином, площа гміни становить 14.73% площі повіту.

## Населення
Станом на 31 грудня 2011:
| Опис     | Загалом | Загалом | Чоловіки | Чоловіки | Жінки | Жінки |
| -------- | ------- | ------- | -------- | -------- | ----- | ----- |
| одиниця  | осіб    | %       | осіб     | %        | осіб  | %     |
| все      | 8155    | 100     | 3975     | 48.74    | 4180  | 51.26 |
| міське   | 4934    | 100     | 2356     | 47.75    | 2578  | 52.25 |
| сільське | 3221    | 100     | 1619     | 50.26    | 1602  | 49.74 |

## Сусідні гміни
Гміна Решель межує з такими гмінами: Біштинек, Кентшин, Кольно, Корше, Мронґово, Сорквіти.